# Транспорт Албанії
Транспорт Албанії представлений автомобільним , залізничним , повітряним , водним (морським, річковим)  і трубопровідним , у населених пунктах  та у міжміському сполученні діє громадський транспорт пасажирських перевезень. Площа країни дорівнює 28 748 км² (145-те місце у світі). Форма території країни — видовжена в меридіональному напрямку; максимальна дистанція з півночі на південь — 345 км, зі сходу на захід — 145 км. Географічне положення Албанії дозволяє країні контролювати морські транспортні шляхи до акваторії Адріатичного моря; вихід до вод Світового океану для напіввизнаного Косова; сухопутні шляхи між країнами Балканського півострова.

## Автомобільний
Загальна довжина автошляхів у Албанії, станом на 2008 рік, дорівнює 18 000 км, з яких 7 020 км із твердим покриттям і 10 980 км без нього (116-те місце у світі).

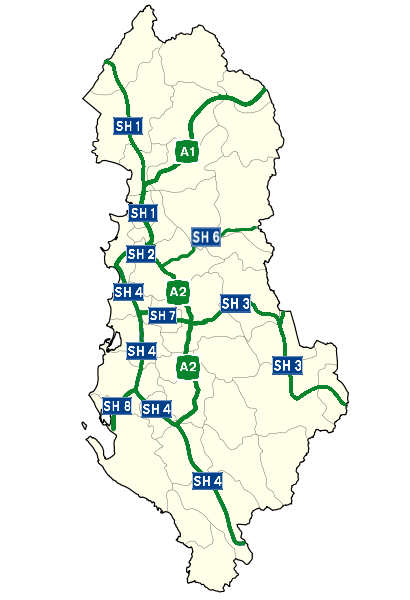
Карта автомагістралей Албанії
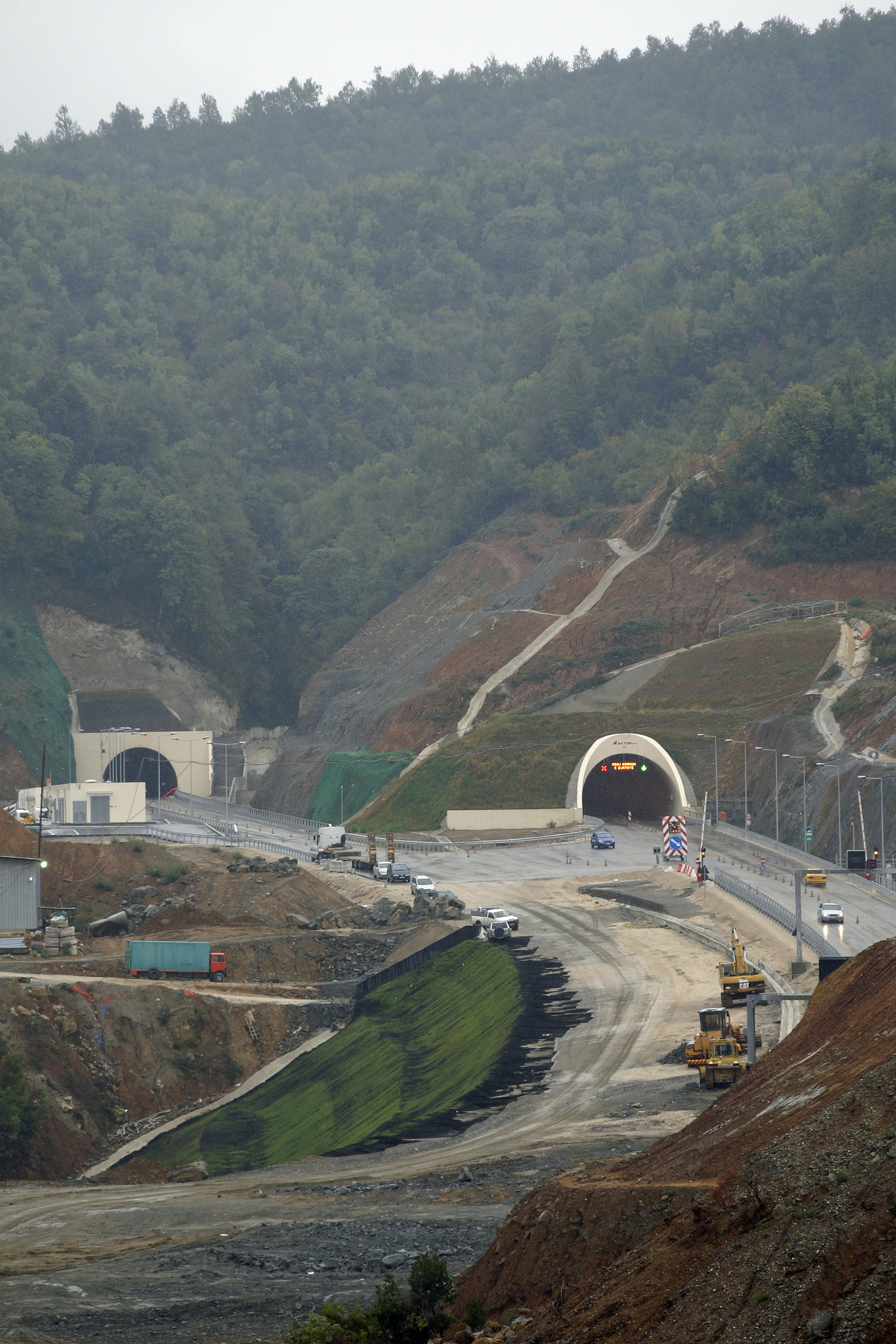
Кррабський тунель на автомагістралі Тирана — Ельбасан
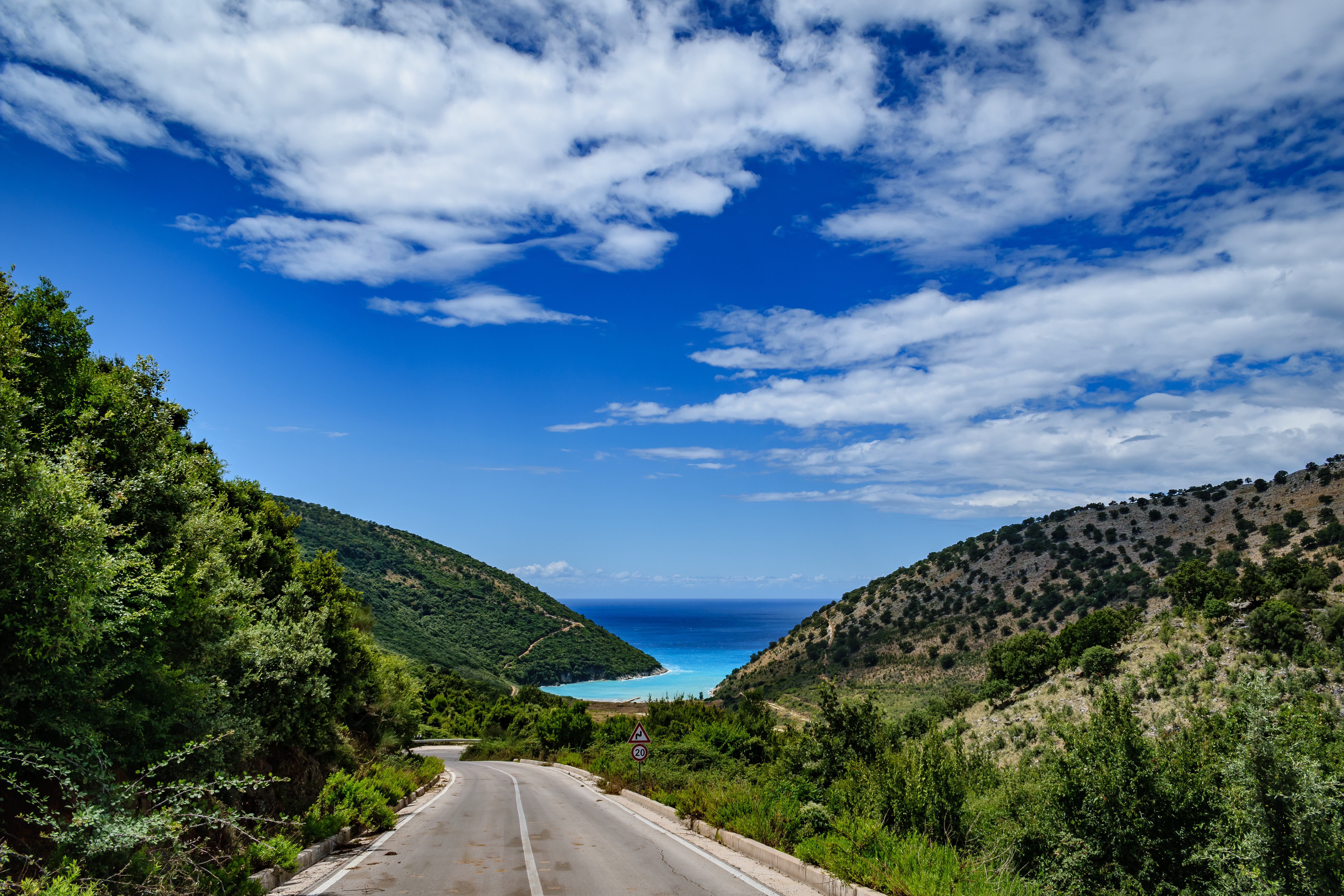
Траса SH8 поблизу Саранди
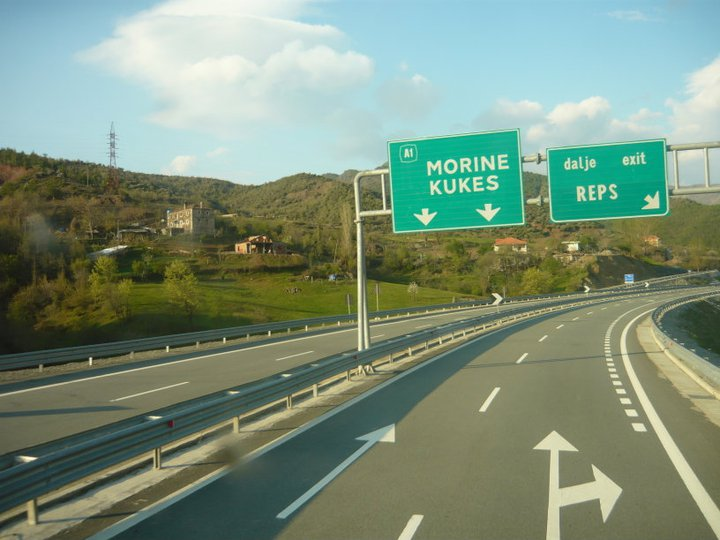
Дорожні знаки в Албанії

## Залізничний
Загальна довжина залізничних колій країни, станом на 2014 рік, становила 677 км (104-те місце у світі), з яких 677 км стандартної 1435-мм колії.

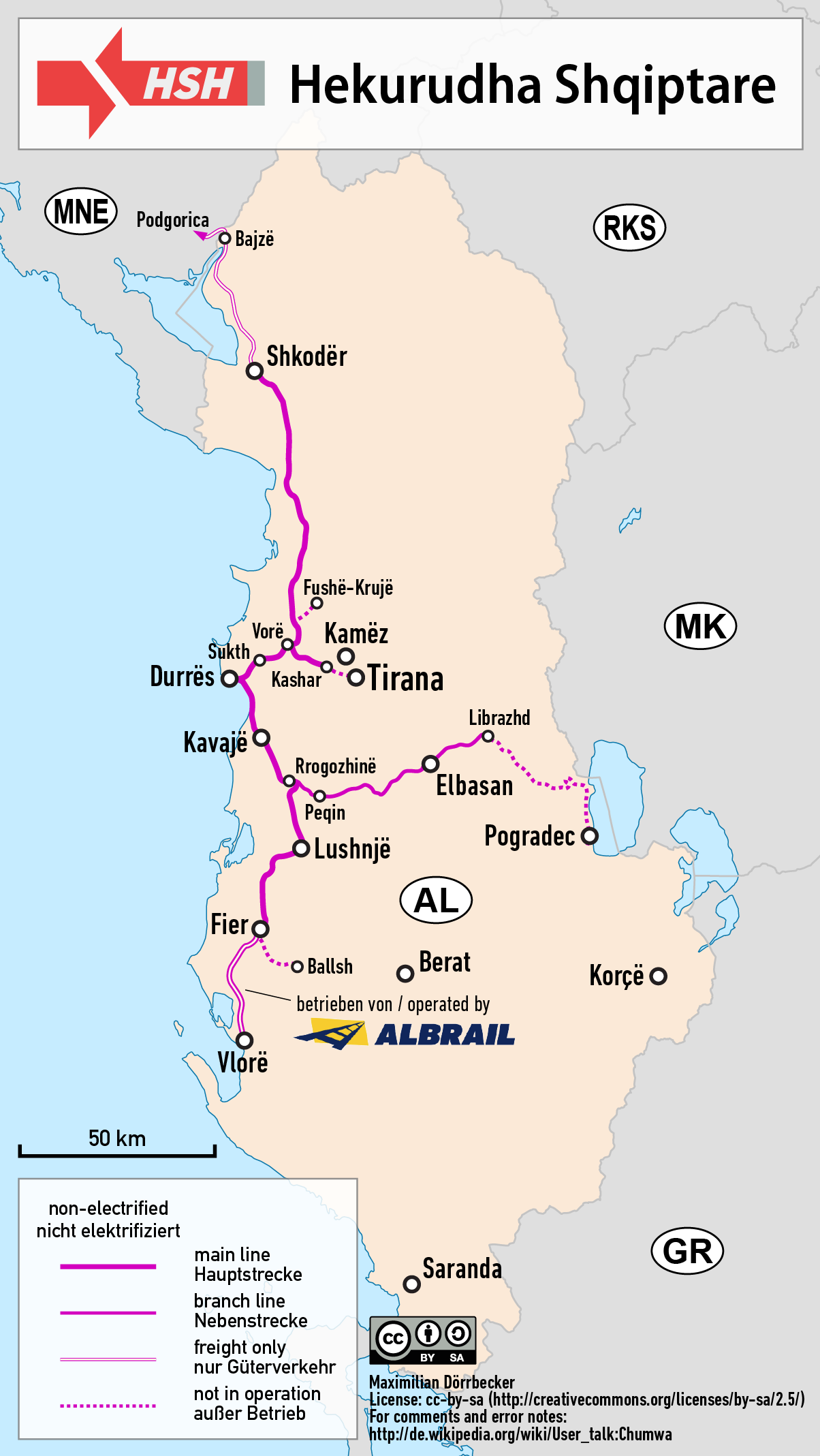
Карта-схема албанських залізниць
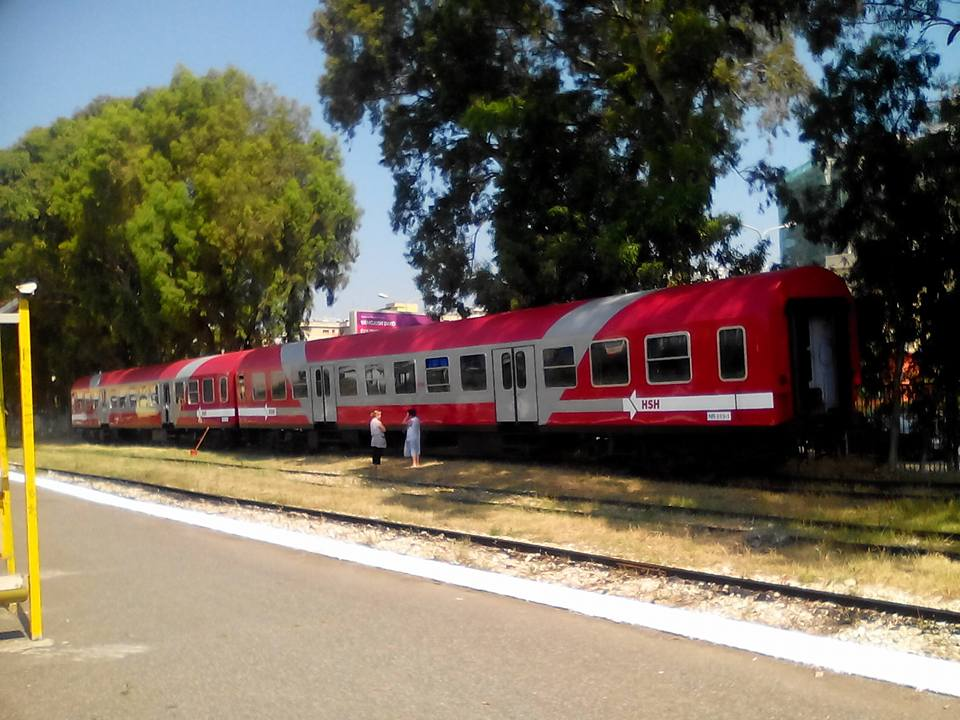
Оновлений поїзд на лінії Тирана — Дуррес
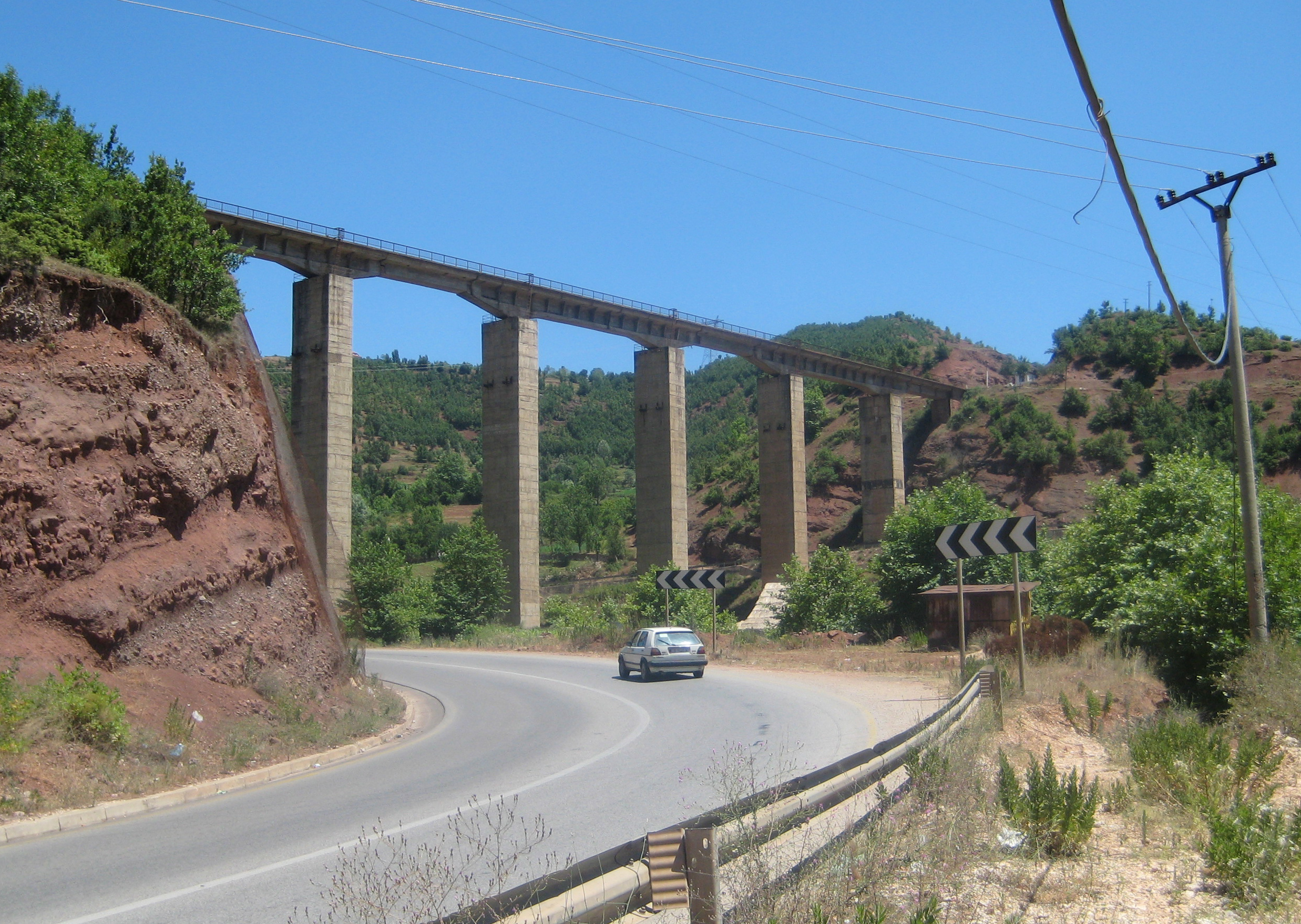
Залізничний міст Буштриці, поблизу Лібражда
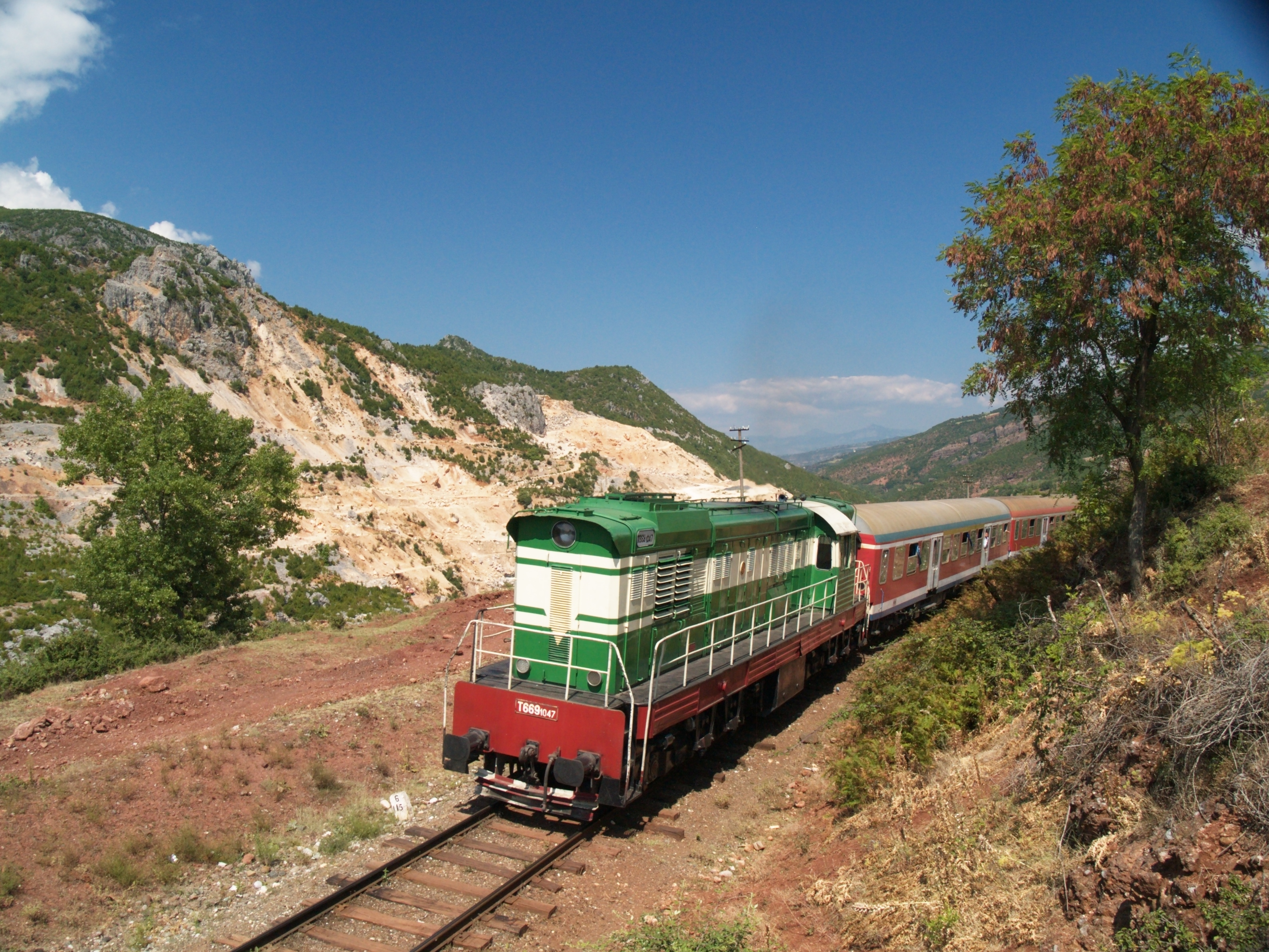
Потяг у горах поблизу Поградеця

## Повітряний
У країні, станом на 2013 рік, діє 4 аеропорти (183-тє місце у світі), з них 4 із твердим покриттям злітно-посадкових смуг і 1 із ґрунтовим. Аеропорти країни за довжиною злітно-посадкових смуг розподіляються наступним чином (у дужках окремо кількість без твердого покриття):
- від 10 тис. до 8 тис. футів (3047-2438 м) — 3 (0);
- від 5 тис. до 3 тис. футів (1523—914 м) — 0 (1);
- від 8 тис. до 5 тис. футів (2437—1524 м) — 1 (0)[1].

У країні, станом на 2015 рік, зареєстроване 1 авіапідприємство, яке оперує 1 повітряним судном. За 2015 рік загальний пасажирообіг на внутрішніх і міжнародних рейсах становив 151,6 тис. осіб. 2015 року повітряним транспортом перевезення вантажів, окрім багажу пасажирів, не здійснювалось.
У країні, станом на 2013 рік, споруджено і діє 1 гелікоптерний майданчик — Тиранський геліпорт (LAFK).

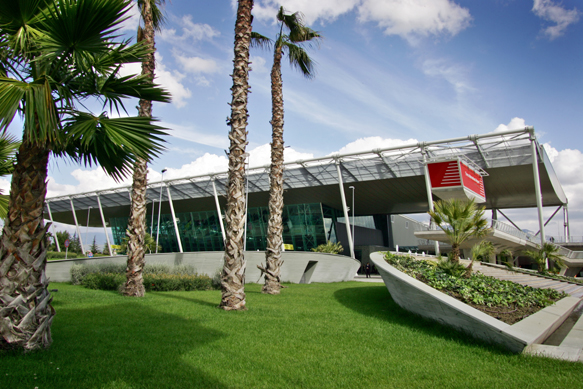
Термінал міжнародного аеропорту Тирани
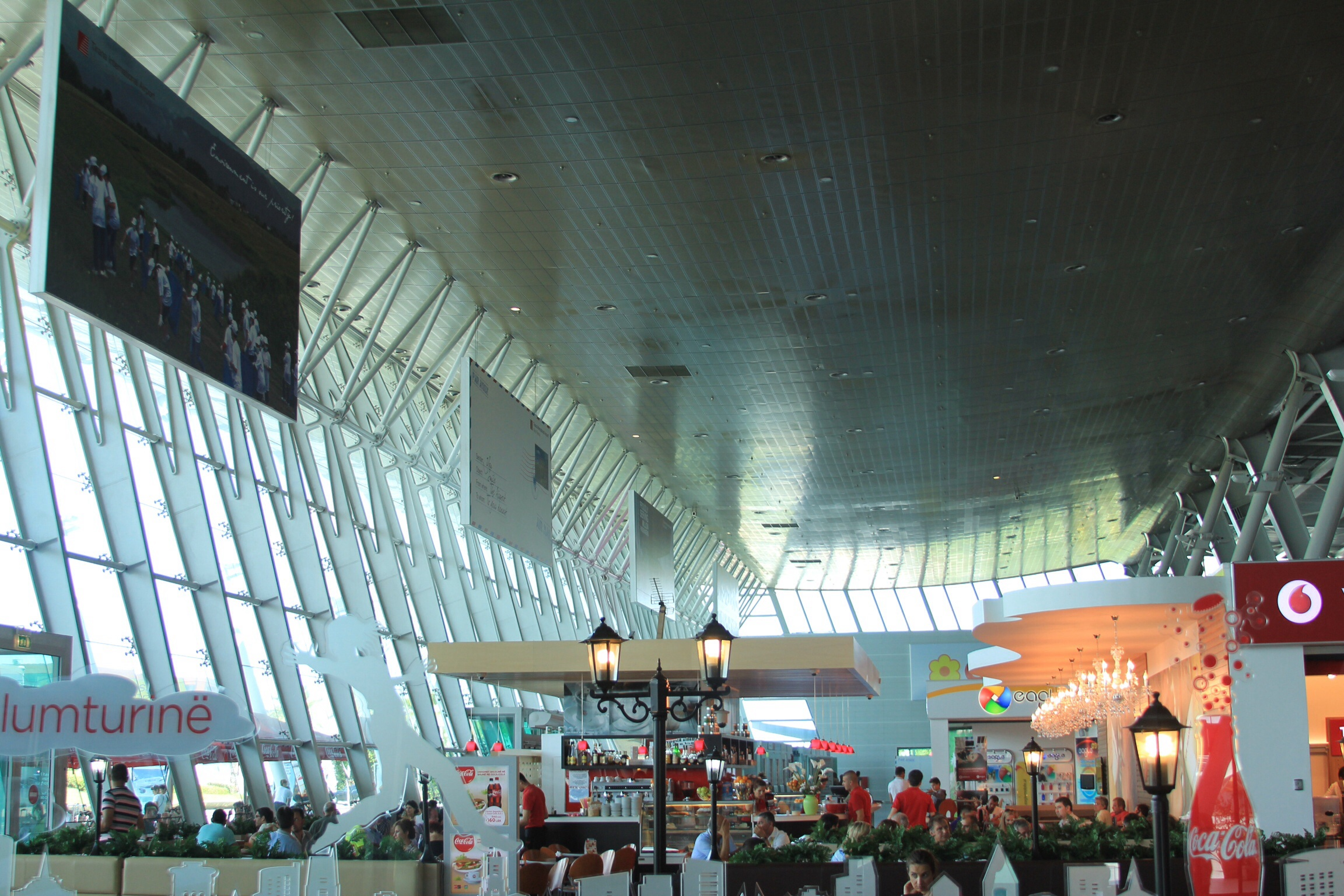
Інтер'єр терміналу Тиранського аеропорту
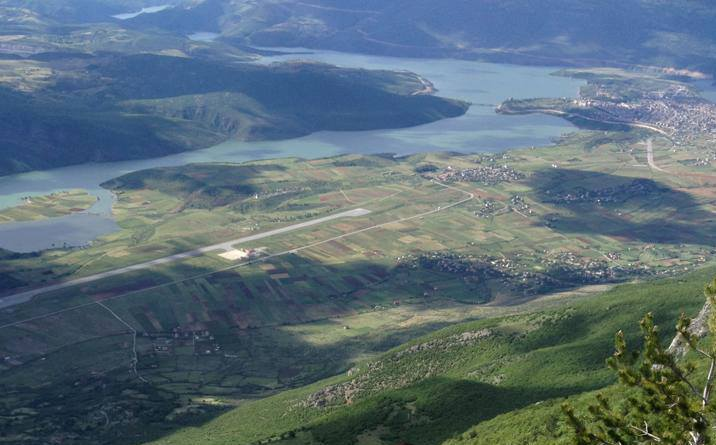
Аеропорт Кукесу
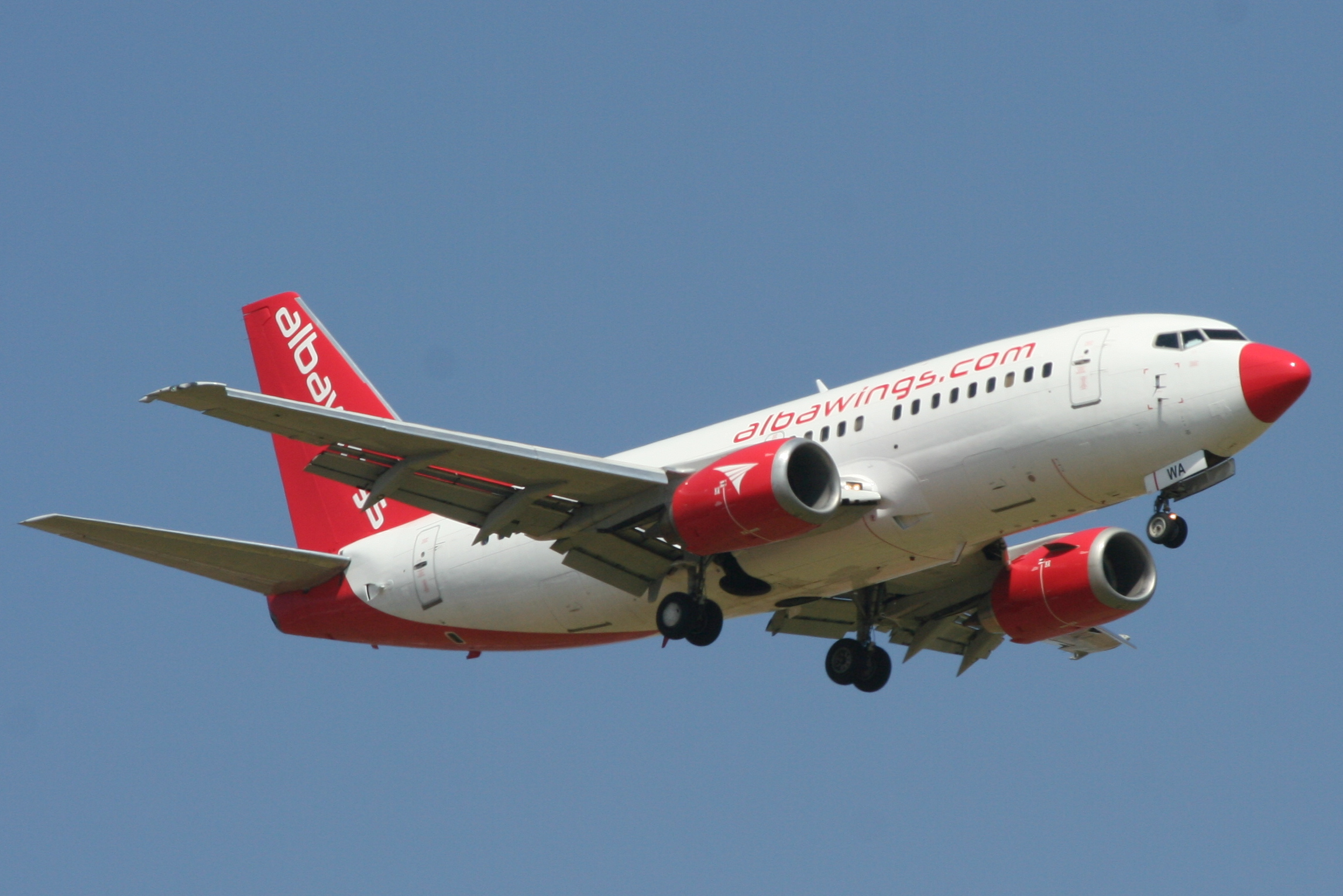
Боїнґ-737 у лівреї національної авіакомпанії «Албавінґз»

Албанія є членом Міжнародної організації цивільної авіації (ICAO). Згідно зі статтею 20 Чиказької конвенції про міжнародну цивільну авіацію 1944 року, Міжнародна організація цивільної авіації для повітряних суден країни, станом на 2016 рік, закріпила реєстраційний префікс — ZA, заснований на радіопозивних, виділених Міжнародним союзом електрозв'язку (ITU). Аеропорти Албанії мають літерний код ІКАО, що починається з — LA.

## Водний

### Морський
Головні морські порти країни: Дуррес, Саранда, Шенгіні, Вльора.

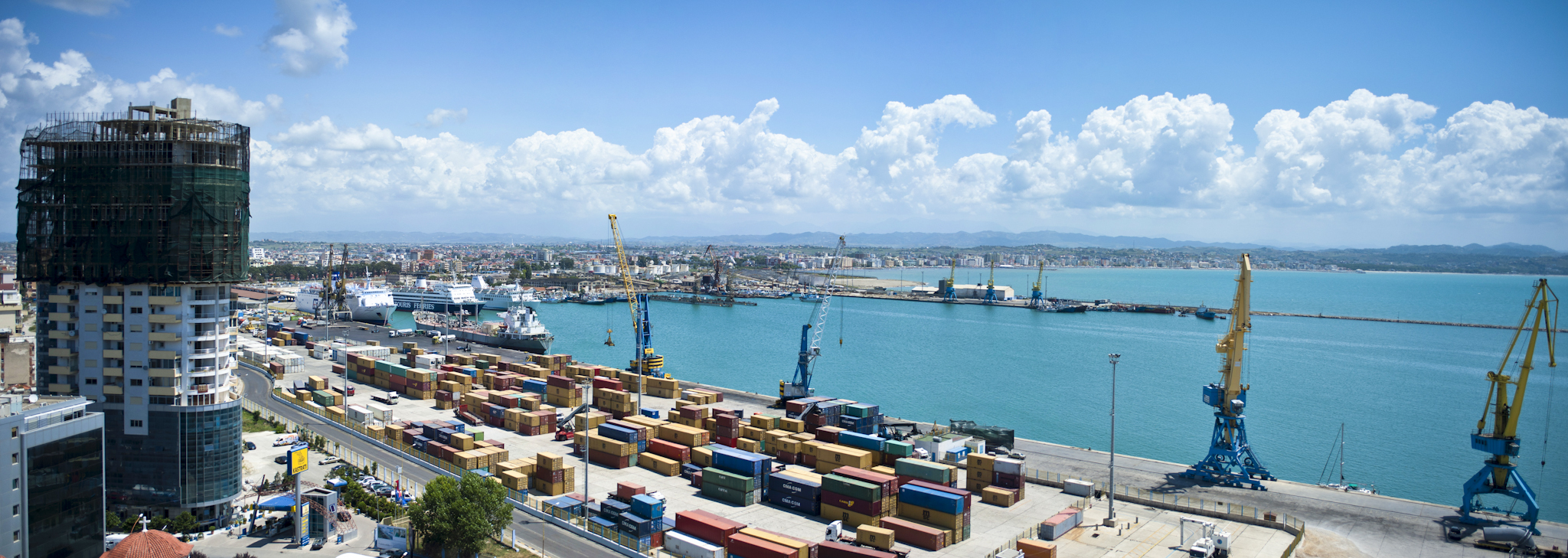
Порт Дурреса
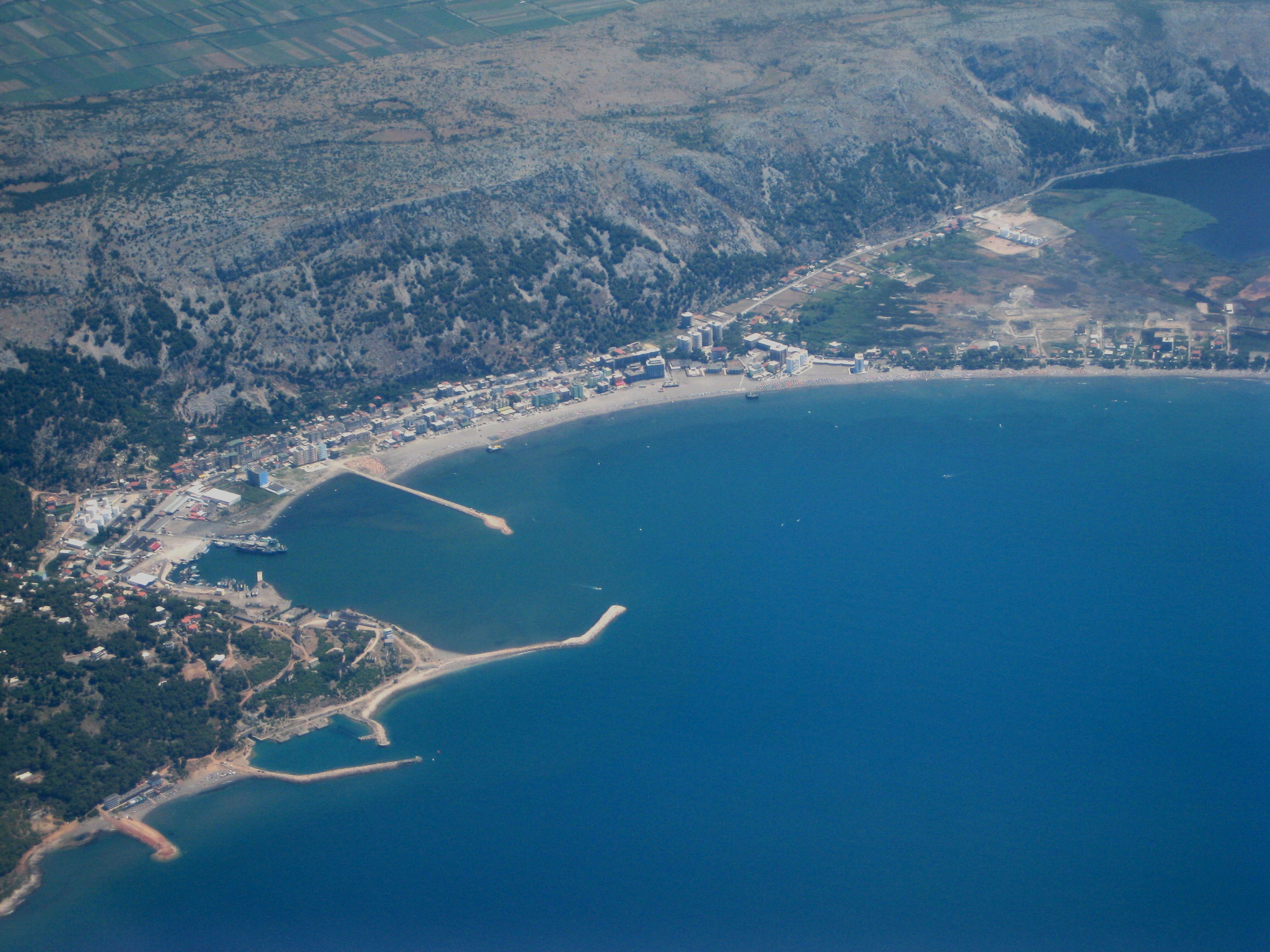
Бухта Шенгіні в Дринській затоці
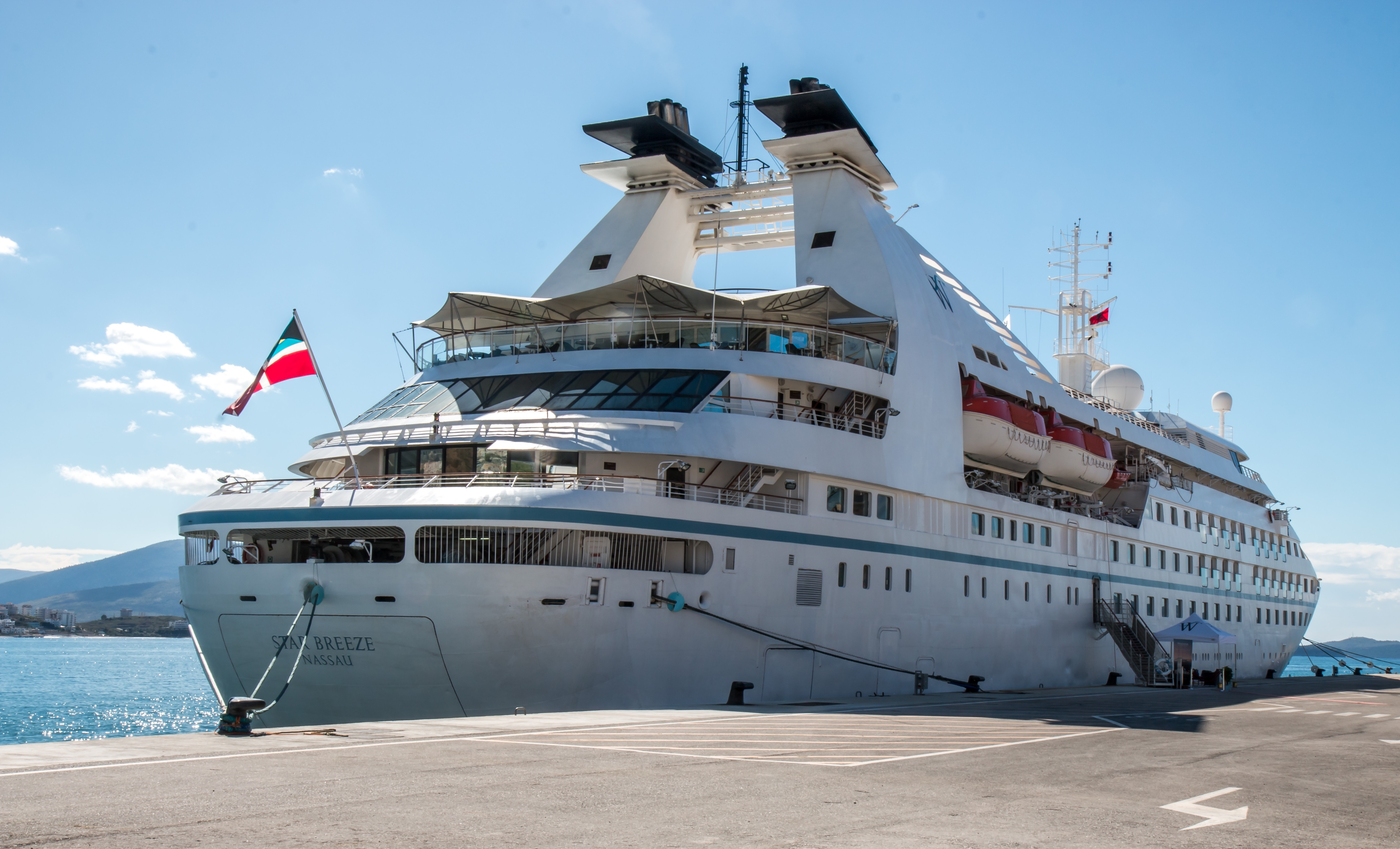
Круїзний лайнер у порту Саранди
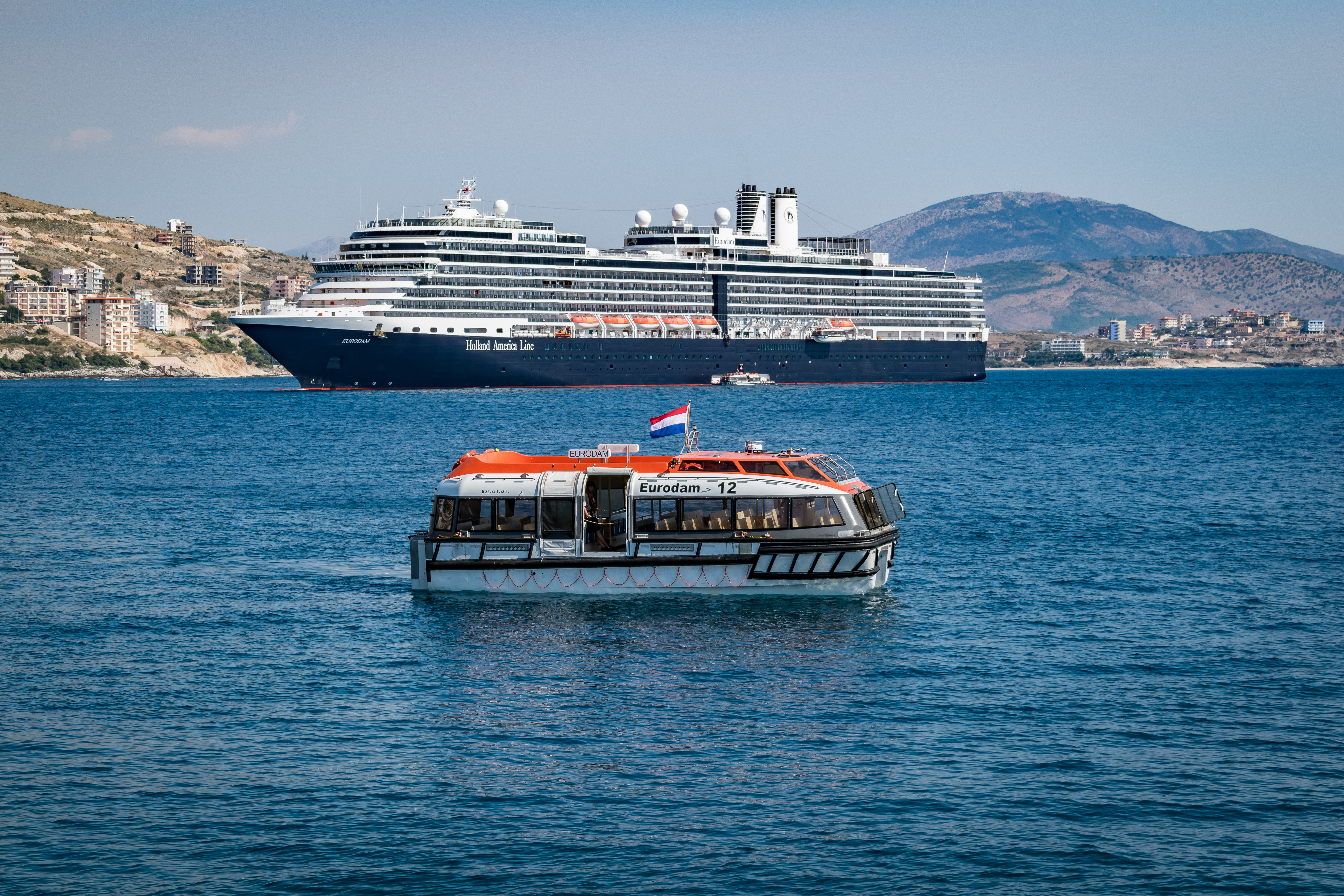
Круїзний катер у порту Саранди

Морський торговий флот країни, станом на 2010 рік, складався з 17 морських суден з тоннажем більшим за 1 тис. реєстрових тонн (GRT) кожне (99-те місце у світі), з яких: суховантажів — 16, ролкерів — 1.
Станом на 2010 рік, кількість морських торгових суден, що ходять під прапором країни, але є власністю інших держав — 1 (Туреччини); зареєстровані під прапорами інших країн — 5 (Антигуа і Барбуди — 1, Панами — 4).

### Річковий
Загальна довжина судноплавних ділянок річок і водних шляхів, доступних для суден з дедвейтом понад 500 тонн, 2011 року становила 41 км, на річці Бояна, (103-тє місце у світі).

## Трубопровідний

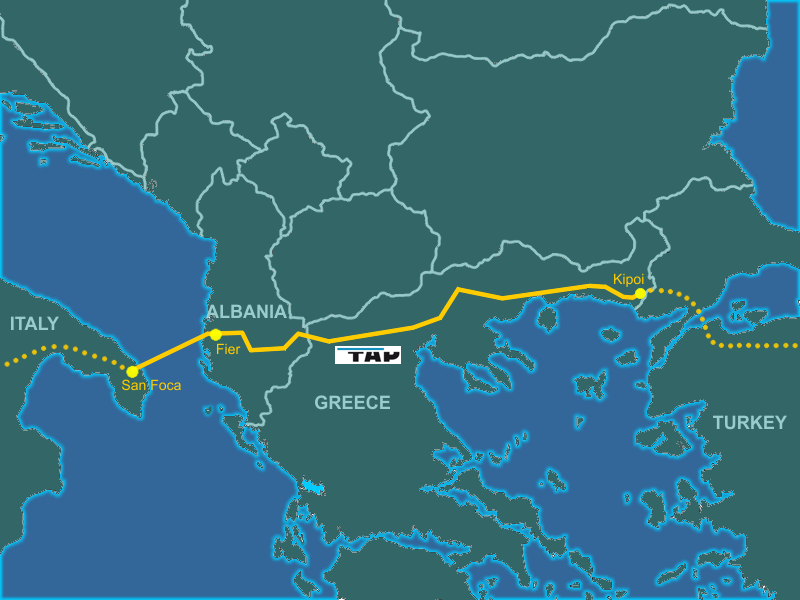
Карта-схема Трансадріатичного газогону для каспійського природного газу через Туреччину до Італії

Загальна довжина газогонів у Албанії, станом на 2013 рік, становила 331 км; нафтогонів — 249 км.

## Міський громадський

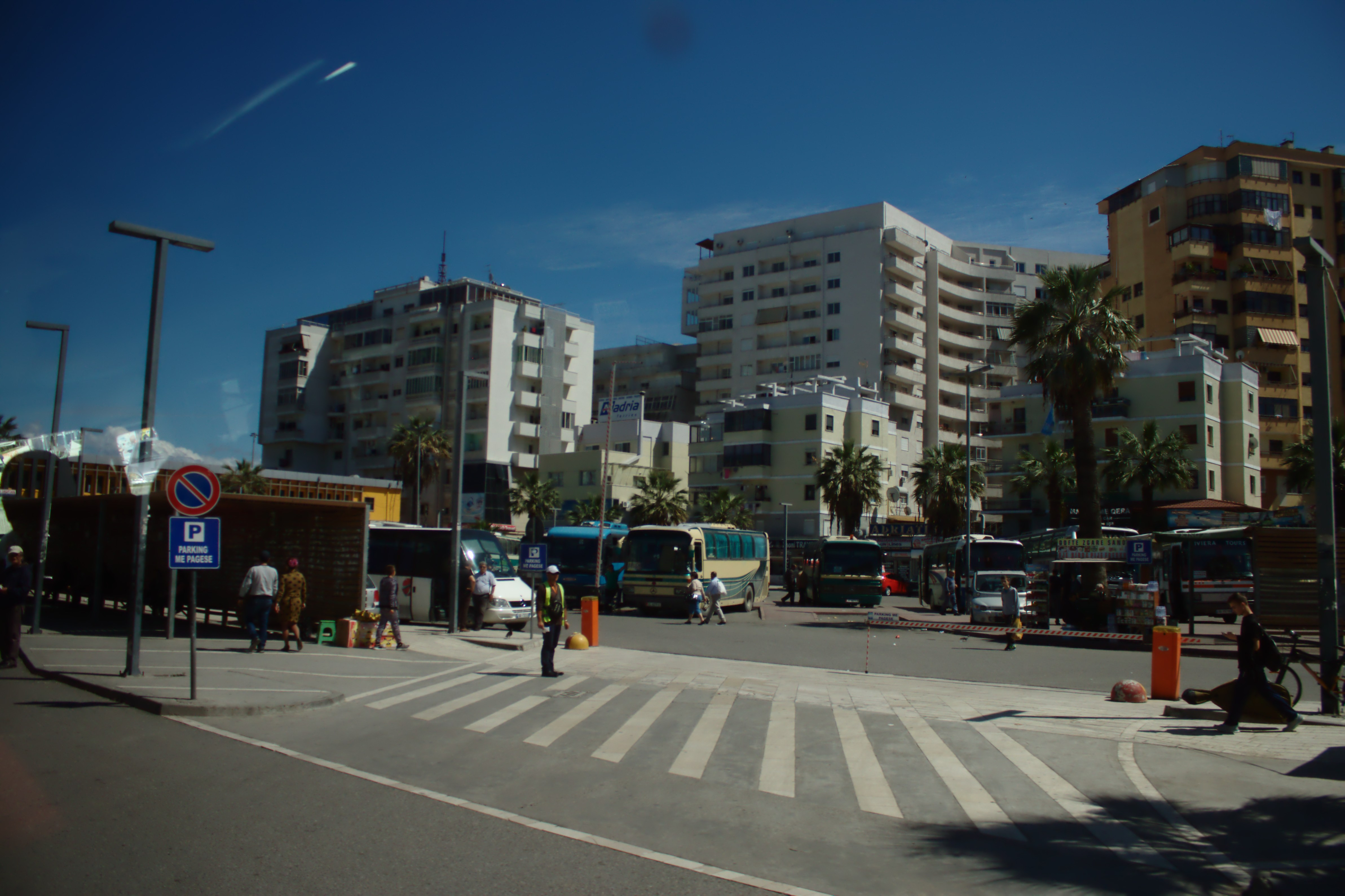
Автобусна станція в Дурресі
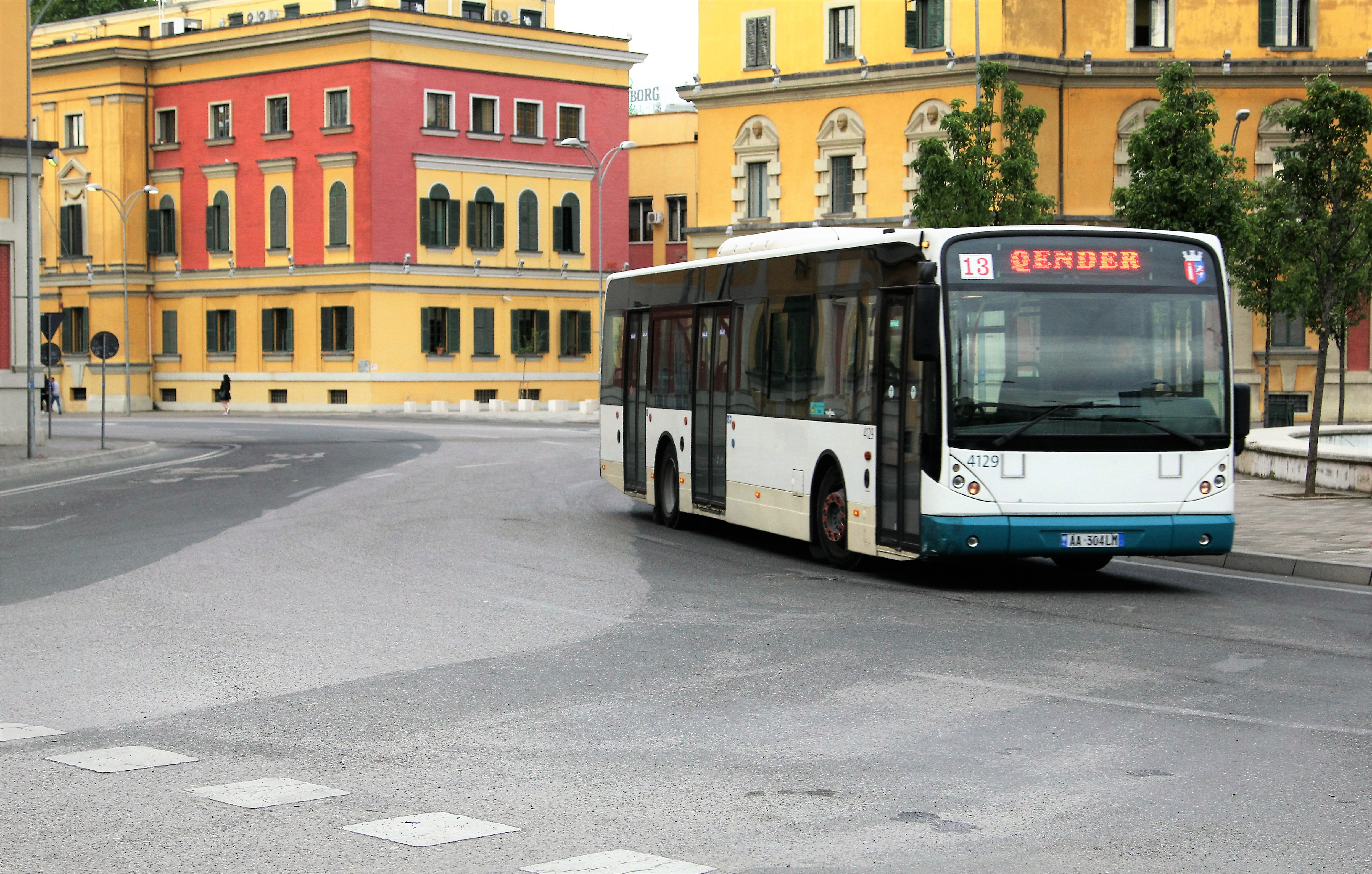
Автобус у Тирані
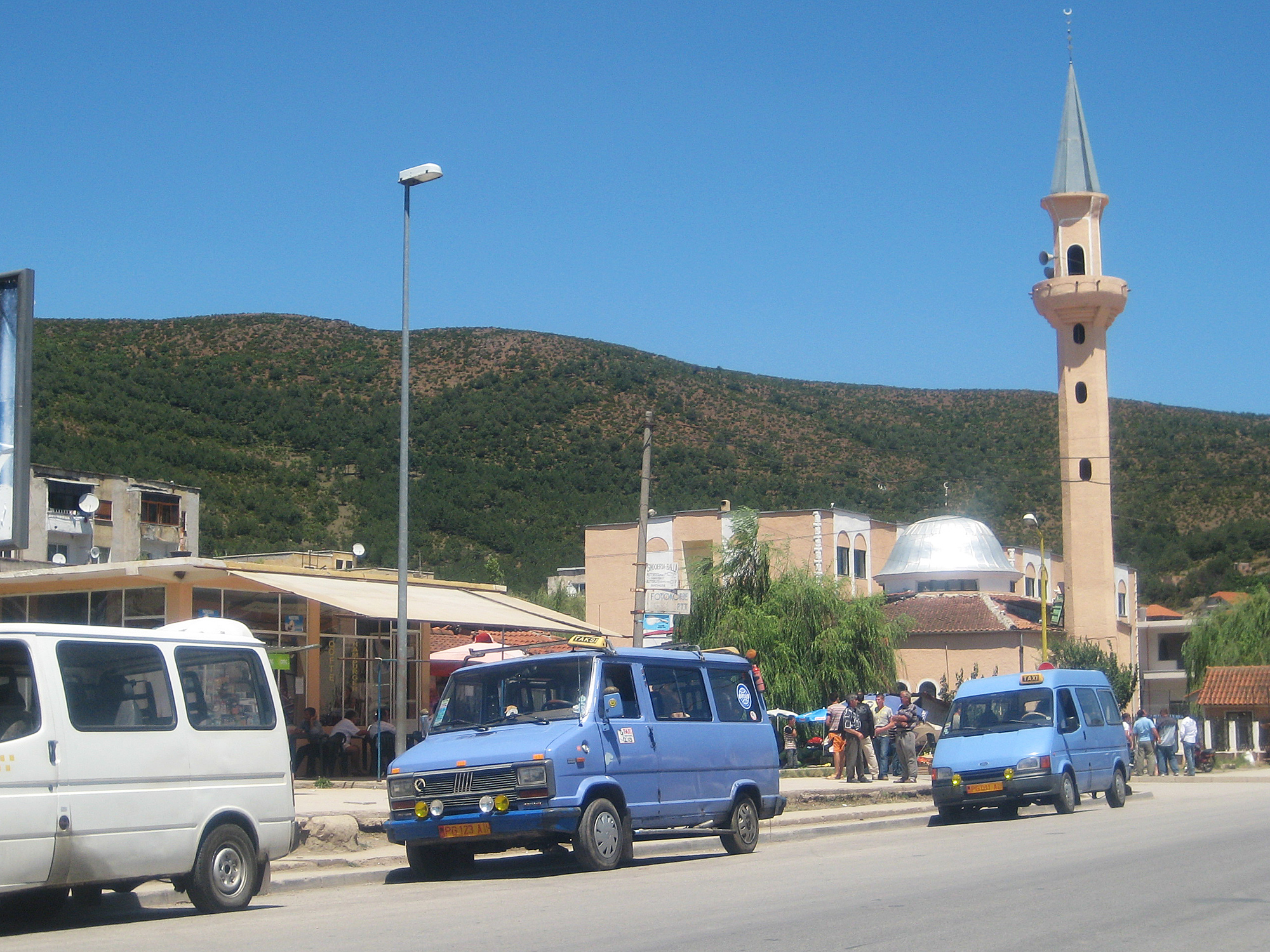
Маршрутні фургони у східній частині Албанії
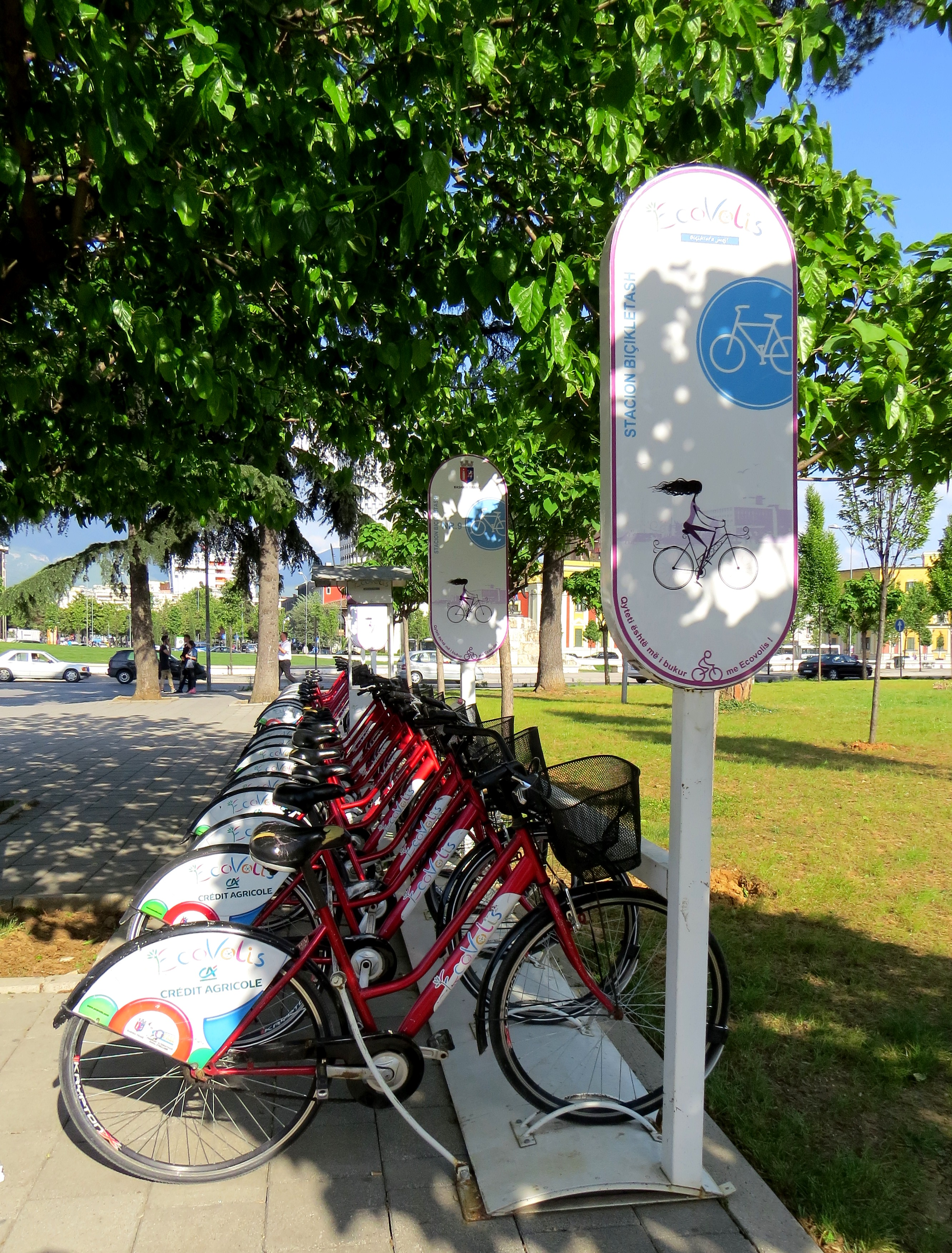
Станція велопрокату в Тирані

## Державне управління
Держава здійснює управління транспортною інфраструктурою країни через міністерство транспорту та інфраструктури. Станом на 7 вересня 2016 року міністерство в уряді Еді Рами очолював Едмонд Хаджинасто.

### Українською
- Атлас. 10-11 клас. Економічна і соціальна географія світу / упорядники :  О. Я. Скуратович, Н. І. Чанцева. — К. : ДНВП «Картографія», 2010. — ISBN 978-966-475-639-3.
- Атлас світу / голов. ред. І. С. Руденко ; зав. ред. В. В. Радченко ; відп. ред. О. В. Вакуленко. — К. : ДНВП «Картографія», 2005. — 336 с. — ISBN 9666315467.
- Безуглий В. В. Економічна і соціальна географія зарубіжних країн : Навчальний посібник. — К. : ВЦ «Академія», 2007. — 704 с. — ISBN 978-966-580-239-6.
- Безуглий В. В., Козинець С. В. Регіональна економічна і соціальна географія світу : Навчальний посібник. — видання 2-ге, доп., перероб. — К. : ВЦ «Академія», 2007. — 688 с. — ISBN 966-580-144-9.
- Дахно І. І. Країни світу: Енциклопедичний довідник / І. І. Дахно, С. М. Тимофієв. — К. : Мапа, 2011. — 606 с. — (Бібліотека нового українця) — ISBN 978-966-8804-23-6.
- Дахно І. І. Економічна географія зарубіжних країн : навчальний посібник. — К. : Центр учбової літератури, 2014. — 319 с. — ISBN 978-611-01-0682-5.
- Дорошенко В. І. Географія транспорту : Навчальний посібник / В. І. Дорошенко, К. Д. Діденко. — К. : Київський нац. ун-т ім. Т. Шевченка, 2010. — 183 с. — ISBN 978-966-439-329-1.
- Дубович І. А. Країнознавчий словник-довідник. — 5-те вид., перероб. і доп. — К. : Знання, 2008. — 839 с. — ISBN 978-966-346-330-8.
- Економічна і соціальна географія країн світу : Навчальний посібник / За ред. С. П. Кузика. — Л. : Світ, 2002. — 672 с. — ISBN 966-603-178-7.
- Зарубіжна транспортна географія : навчальний посібник / уклад. : Петрашевський О. Л. и др. — К. : Національний транспортний університет, 2015. — 95 с. — ISBN 978-966-632-227-5.
- Юрківський В. М. Регіональна економічна і соціальна географія. Зарубіжні країни : Підручник. — К. : Либідь, 2001. — 416 с. — ISBN 966-06-0092-5.

### Англійською
- (англ.) Modern Transport Geography / Hoyle, B. and R. Knowles (eds). — Second Edition,. — London : Wiley, 1998.
- (англ.) Rodrigue, J-P. The Geography of Transport Systems. — Fourth Edition. — N. Y. : Routledge, 2017. — 440 с. — ISBN 978-1138669574.
- (англ.) Taaffe E. J., Gauthier H. L. and O'Kelly M. E. Geography of transportation. — Second Edition. — N. Y. : Prentice Hall, 1996. — ISBN 0-13-368572-1.
- (англ.) Black, W. Transportation: A Geographical Analysis. — N. Y. : Guilford, 2003.

### Російською
- (рос.) Максаковский В. П. Географическая картина мира. Книга I: Общая характеристика мира. — М. : Дрофа, 2008. — 495 с. — ISBN 978-5-358-05275-8.
- (рос.) Максаковский В. П. Географическая картина мира. Книга II: Региональная характеристика мира. — М. : Дрофа, 2009. — 480 с. — ISBN 978-5-358-06280-1.
- (рос.) Физико-географический атлас мира. — М. : Академия наук СССР и главное управление геодезии и картографии ГГК СССР, 1964. — 298 с.
- (рос.) Шаповал Н. С. Транспортная география и транспортные системы мира : учебное пособие. — К. : Центр учбової літератури, 2006. — 188 с. — ISBN 000-0000-00-4.
- (рос.) Экономическая, социальная и политическая география мира. Регионы и страны / под ред. С. Б. Лаврова, Н. В. Каледина. — М. : Гардарики, 2002. — 928 с. — ISBN 5-8297-0039-5.
- (рос.) Энциклопедия стран мира / глав. ред. Н. А. Симония. — М. : НПО «Экономика» РАН, отделение общественных наук, 2004. — 1319 с. — ISBN 5-282-02318-0.